# Sal da Vinci
Sal da Vinci, właśc. Salvatore Michael Sorrentino (ur. 7 kwietnia 1969 w Nowym Jorku) – włoski piosenkarz i aktor.

## Biografia artystyczna
Karierę rozpoczął będąc jeszcze dzieckiem u boku swojego ojca Mario Da Vinci, od którego zapożyczył również „nazwisko artystyczne”. W 1974 zaśpiewali razem piosenkę Miracolo e Natale, która cieszyła się dużym powodzeniem na Półwyspie Apenińskim. Następnie wystąpił w filmach Figlio mio sono innocente u boku Dolores Palumbo i Napoli storia d’amore e di vendetta u boku Paoli Pitagora e Marii Fiore. W 1979 wystąpił w roli głównej w obrazie Tanti auguri. Dwa lata później wydał swój pierwszy album O guappo nnammurato. W 1983 znowu wystąpił w głównej roli w musicalu 'O motorino. W 1986 zagrał w filmie Carlo Verdone Troppo forte.
Następnie zajął się głównie piosenką. W 1994 wygrał Festival italiano organizowany przez włoską stację telewizyjną Canale 5. Zaśpiewał wówczas piosenkę zatytułowaną Vera. Płyta z tą piosenką cieszyła się znaczną popularnością we Włoszech.
Po kilkuletnim okresie, w którym Sal da Vinci zniknął ze sceny, wielki powrót nastąpił w 2002, kiedy artysta zagrał w musicalu C’era una volta...Scugnizzi autorstwa Claudio Mattone i Enrico Vaime. Dwa lata później uczestniczył wraz z Lucio Dalla i Gigi Finizio w nagraniu piosenki Napule, która znalazła się na krążku Gigi D'Alessio Quanti Amori. W 2006 Da Vinci podjął się współpracy z komikiem Alessandro Sianim, dla którego skomponował ścieżkę dźwiękową do jego filmu Ti lascio perché ti amo troppo. Piosenka z tego filmu Accuminciamm a’ respirà znalazła się na wydanym w 2007 dysku.
W 2008 artysta wydał singel Nnammuratè. Na przełomie 2008 i 2009 występował w spektaklu Canto per amore w reżyserii Gino Landi. W 2009 wziął również udział w Festiwalu Piosenki Włoskiej w San Remo, wykonując Non riesco a farti innamorare. Zdobył trzecie miejsce.
Ma żonę Paolę i dwoje dzieci: Franciszka i Annę Klarę.

## Dyskografia
- 1976 Miracolo e Natale
- 1977 Mario & Sal Da Vinci Vol. 1°
- 1977 Mario & Sal Da Vinci Vol. 2°
- 1977 O scugnizzo e o signore (Bella Record, BRLP 10038; wraz z ojcem)
- 1978 O giurnalaio/A cummunione 'e Salvatore (Bella Record, BRLP 10039; wraz z ojcem; dwie strony dysku mają różne tytuły)
- 1978 Figlio mio sono innocente (ścieżka dźwiękowa)
- 1979 Napoli storia d’amore e di vendetta (ścieżka dźwiękowa)
- 1980 Muntevergine (Mamma Schiavona)
- 1980 A giostra
- 1981 O guappo nnammurato
- 1994 Sal Da Vinci
- 1996 Dimmi come fai (singiel)
- 1996 Un pò di noi
- 1998 Solo
- 2000 Vurria saglire 'ncielo
- 2002 Oh Marì
- 2005 C’era una volta...Scugnizzi
- 2005 Anime Napoletane
- 2008 Canto per amore
- 2009 Non riesco a farti innamorare